# Гарден-Сіті (Айова)
Гарден-Сіті (англ. Garden City) — переписна місцевість (CDP) в США, в окрузі Гардін штату Айова. Населення — 100 осіб (2020).

## Географія
Гарден-Сіті розташований за координатами 42°14′44″ пн. ш. 93°23′43″ зх. д. / 42.24556° пн. ш. 93.39528° зх. д. (42.245521, -93.395378).  За даними Бюро перепису населення США в 2010 році переписна місцевість мала площу 2,58 км², уся площа — суходіл.

## Демографія
Згідно з переписом 2010 року, у переписній місцевості мешкало 89 осіб у 37 домогосподарствах у складі 29 родин. Густота населення становила 34 особи/км².  Було 47 помешкань (18/км²).
Расовий склад населення:
| - 100,0 % — білих |

До двох чи більше рас належало 0,0 %. Частка іспаномовних становила 0,0 % від усіх жителів.
За віковим діапазоном населення розподілялося таким чином: 22,5 % — особи молодші 18 років, 64,0 % — особи у віці 18—64 років, 13,5 % — особи у віці 65 років та старші. Медіана віку мешканця становила 44,5 року. На 100 осіб жіночої статі у переписній місцевості припадало 93,5 чоловіків;  на 100 жінок у віці від 18 років та старших — 97,1 чоловіків також старших 18 років.
За межею бідності перебувало 20,3 % осіб, у тому числі 100,0 % дітей у віці до 18 років та 0,0 % осіб у віці 65 років та старших.
Цивільне працевлаштоване населення становило 36 осіб. Основні галузі зайнятості: виробництво — 52,8 %, освіта, охорона здоров'я та соціальна допомога — 47,2 %.